# Тауринус, Франц Адольф
Франц Адольф Тауринус (нем. Franz Adolph Taurinus, 15 ноября 1794, Бад-Кёниг — 13 февраля 1874, Кёльн) — немецкий математик. Является предшественником Лобачевского и под влиянием своего дяди, профессора-юриста Харьковского университета Швейкарта, и Гаусса признал возможность существования неэвклидовой геометрии.

## Работы
Свои выводы Тауринус изложил в двух сочинениях, ставших весьма редкими и оставшихся довольно неоцененными: «Theorie der Parallellinien» (Кёльн, 1825) и «Geometriae prima elementa» (Кёльн, 1826).
В них он довольно далеко продвинул так называемую астральную геометрию Швейкарта.
Первую брошюру он послал Гауссу, который её очень одобрил, но приписал, что знал об этом и ранее и попросил не ссылаться на него.
А в последнем сочинении Тауринус находит замену при которой формулы астральной тригонометрии получаются из формул сферической тригонометрии.
Для этого он каждое расстояние в сферической формуле надо умножить на мнимую единицу.
В предисловии, он высказал желание, чтобы Гаусс публично высказался о её содержании.
Это рассердило Гаусса и с этого момента он прекратил переписку с Тауринусом.
В свою очередь это расстроило Тауринуса и он постарался уничтожить весь тираж своих публикаций, а к работе над этой тематикой больше не возвращался.